# Пантелеймон (Поворознюк)
Митрополит Пантелеймон (Василь Дмитрович Поворознюк; 24 серпня 1973, село Бубнівка, Гайсинський район, Вінницька область, УРСР)  — архієрей РПЦвУ, митрополит Луганський та Алчевський, колаборант з Росією. Голова синодального відділу РПЦвУ у справах сім'ї з 8 липня 2009. Підтримав війну РФ проти України.

## Життєпис
5 грудня 1991  — псаломщик у церкві Святої Тройці села Бубнівка.
1991  — 1993  — служив в ЗСУ, після служби продовжив працювати псаломщиком у храмі.
1994—1998 — навчався у Київській духовній семінарії.
1998  — 2002 навчався в Київській духовній академії, яку закінчив з вченим ступенем кандидата богослов'я, захистивши дисертацію «Церковно-громадська та науково-богословська діяльність Київських митрополитів у Синодальну епоху (XVIII сторіччя)».
17 червня 2002  — був прийнятий в число братії Києво-Печерської лаври.
11 липня 2002  — намісником Лаври архієпископом Вишгородським Павлом (Лебідем) був пострижений в рясофор з іменем Пилип честь святого апостола Пилипа.
12 липня 2002  — намісником монастиря був рукопокладений в сан диякона.
4 квітня 2003  — у Ближніх печерах Києво-Печерської лаври архієпископом Павлом був пострижений в мантію з іменем Пантелеймон, на честь Пантелеймона Нікомедійського.
12 липня 2003  — митрополитом Володимиром, рукопокладений в сан ієромонаха.
23 листопада 2004  — возведений в сан ігумена.
2005  — 2007  — ніс послух помічника благочинного лаври.
11 червня 2007  — митрополитом Володимиром був призначений благочинним монастиря.
28 серпня 2007  — возведений в сан архімандрита.
23 вересня 2008  — синод УПЦ МП рукопоклав архімандрита Пантелеймона в єпископа Васильківського, вікарія Київської митрополії УПЦ МП.
24 вересня 2008  — відбулася архієрейська хіротонія на честь свята Зимненської ікони Божої Матері за Божественною літургією в Зимненському монастирі, яку очолював митрополит Володимир (Сабодан).
9 липня 2009  — рішенням синоду УПЦ МП призначений головою нового Синодального відділу по справах сім'ї.
23 грудня 2010  — синод УПЦ МП доручив Пантелеймону керувани новоствореним Переяслав-Хмельницьким вікаріатством Київської митрополії УПЦ МП.
З 14 червня 2011  — намісник Свято-Кирилівського монастиря в Києві.
20 грудня 2012  — призначений єпископом Сєверодонецьким та Старобільським із звільненням від посади намісника Кирилівського чоловічого монастиря Києва.
5 січня 2013  — призначений єпископом Ровеньківським та Свердловським.
17 серпня 2015 року возведений в сан архієпископа.
25 червня 2019 року возведений в сан митрополита.
17 серпня 2021 року призначений митрополитом Луганським і Алчевським УПЦ МП.
У травні 2022 року Пантелеймон взяв участь у так званій «міжнародній конференції» «Традиційні релігії Донбасу — проти екстремізму та неонацизму», що проходила на окупованій території.

## Санкції
30 вересня 2022 року Пантелеймон разом з іншими колаборантами взяв участь у Кремлі в проголошенні незаконної анексії українських територій. 12 грудня внесений до списку санкцій України проти ієрархів УПЦ МП «за пособництво і виправдання російської агресії проти України, а також просування ідей „русского мира“ в країні». Санкції передбачають заморожування активів, заборону на ведення комерційної діяльності на п'ять років. За даними СБУ, фігуранти санкційного списку погодилися на співпрацю з окупаційною російською владою, просувають проросійські наративи, виправдовують військову агресію Росії в Україні.

## Розслідування
У січні 2024 року СБУ повідомила Поворознюку про заочну підозру за благословення окупації Луганська росією та співпрацю з російськими окупантами. За даними слідства, він підтримав повномасштабну війну Росії проти України. У вересні 2022 року він був у Москві, де участь у "церемонії приєднання" окупованих територій України до складу РФ.
У червні 2025 року Поворознюка заочно засудили до 11 років ув'язнення за пособництво державі-агресору. Суд ухвалив конфіскувати його майно: дві квартири на Київщині та Луганщині, будинок на Вінниччині, два автомобілі, зокрема, Toyota Land Cruiser 200.

## Ланки
- ПАНТЕЛЕІМОН, єпископ Васильківський
- Пантелеимон, епископ Ровеньковский и Свердловский (Поворознюк Василий Дмитриевич) на сайті РПЦ(рос.)